# Szervusz, pajtás!
A Szervusz, pajtás! kezdetű párbeszéd (Binder és Bolte szerint Lollius és Theodericus, Aarne és Thompson szerint Leégett a ház címmel) egy felelgetős mese.
A formulamese kialakulása a 15. századig nyúlik vissza, legkorábbi ismert előfordulását a British Museumban őrzött egyik latin nyelvű kéziratban fedezte fel J. Bolte. A Lollius és Theodericus (vagy Theodoricus) között zajló párbeszédet a Magyar néprajzi lexikon szerzői diáktréfának tartják, feltételezésük szerint egy heidelbergi tanuló műve, míg J. Bolte és György Lajos szerint népi eredetű.
Első magyar előfordulása Sztripszky Hiador kutatásai szerint a 18. századra tehető, egy nagyenyedi iskoladráma közjátékában hangzik el a párbeszéd. A felelgetős mese a Kónyi János és András Sámuel által összeállított szöveggyűjteményben is szerepel, ez a változat több 19. századi anekdotagyűjteményben és élclapban is megjelent.
A mű egy Tápiószelén feljegyzett szövegváltozatát tette közzé 1892-ben Binder Jenő az Erdélyi Múzeum című folyóiratban, hivatkozva a Magyar Nyelvőr 1890-es számára. Binder szerint ez a szöveg lényegében megegyezik az utóbbi folyóiratban 1877-ben közölt, Szentesen feljegyzett dialógussal.
A tápiószelei változat szerepel Antti Amatus Aarne és Stith Thompson által 1928-ban, majd 1961-ben kiadott nemzetközi mesekatalógusban (2014A típusszámmal), a fordításban The house is burned down ('Leégett a ház') címmel.
A felelgetőst magyar nyelven 7 szövegváltozatban jegyezték fel. Binder szerint 4 német, egy-egy norvég, dán, holland és 2 francia változat ismert. A huszadik század elején a történetnek észt és román változatai is léteznek, újabb kutatások szerint spanyol, német, francia, svéd, norvég, dán, holland és orosz változatokról tudunk.